# Billete de dos dólares estadounidenses
El billete de dos dólares estadounidenses ($2) es una denominación de la moneda estadounidense. En el anverso aparece el retrato del antiguo presidente Thomas Jefferson y en el reverso, una reproducción de la obra La Declaración de Independencia de John Trumbull. El diseño del anverso, adoptado en 1929, es el más antiguo de todos los billetes de curso legal en Estados Unidos.
A pesar de su valor nominal relativamente bajo, el billete de dos dólares es uno de los que menos se utilizan en la circulación y casi nunca se entregan como cambio en las transacciones comerciales, de modo que los consumidores rara vez disponen de ellos. La producción de billetes de $2 es bastante escasa: solo un 1% de todos los billetes que se fabrican en Estados Unidos corresponden a la denominación de dos dólares. La práctica ausencia del billete de $2 de la circulación ha originado un desconocimiento general de su existencia y ha suscitado incluso toda una serie de mitos urbanos y creencias populares a su alrededor.
Cabe señalar que estos billetes son los más propensos a tener errores de producción, es decir, a que posean defectos de fabricación, por ello para evitar gastos de producción algunos de ellos se los imprime con un número de serie con terminación en estrella, lo cual en cualquier billete de dólar estadounidense hace referencia a dólar de reposición.